# Сухорученко, Михаил Николаевич
Михаил Николаевич Сухорученко (15 ноября 1908, Сычёвский район — 15 декабря 1970) — советский хозяйственный, государственный и политический деятель.

## Биография
Родился в 1908 году в селе Одинцово Смоленской губернии. Член КПСС с года.
С 1929 года — на хозяйственной, общественной и политической работе. В 1929—1970 годах — заместитель начальника цеха, начальник цеха, инженер комбината, главный инженер, начальник Главкаспрыбпрома, заместитель министра рыбной промышленности СССР, министр рыбной промышленности РСФСР, председатель СНХ Мурманского экономического административного района, начальник Главного управления рыбной промышленности ВСНХ СССР, заместитель председателя СНХ РСФСР, заместитель министра рыбного хозяйства СССР.
Умер в Москве в 1970 году.